# 23865 Карлсорсен
23865 Карлсорсен (23865 Karlsorensen) — астероїд головного поясу, відкритий 14 вересня 1998 року.
Тіссеранів параметр щодо Юпітера — 3,375.